# Microscopi de forces atòmiques

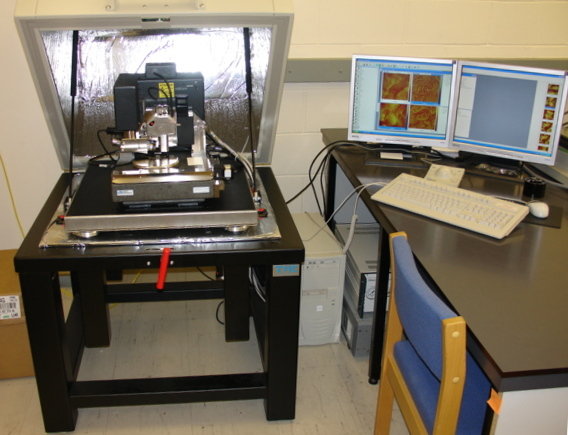
Un microscopi de forces atòmiques comercial

Esquema de les parts d'un AFM

Un microscopi de forces atòmiques (AFM per les seves sigles en anglès) és un tipus de microscopi de sonda de rastreig de molt alta resolució, que pot mesurar fraccions del nanòmetre, més de 1000 vegades millor que el límit de difracció òptic.
El precursor de l'AFM, el microscopi d'efecte túnel (STM), va ser desenvolupat per Gerd Binnig i Heinrich Rohrer a la primeria de la dècada del 1980 al centre IBM Research - Zurich, un progrés que els va valer el Premi Nobel de Física l'any 1986. Binnig, Quate i Gerber van inventar el primer microscopi de forces atòmiques el 1986. El primer microscopi de forces atòmiques disponible comercialment va aparèixer el 1989.
L'AFM és una de les eines més importants per elaborar mapes topogràfics de la matèria a escala nanomètrica. La informació és recollida per escombreig detectant les forces moleculars i atòmiques que actuen sobre una punta situada sobre la superfície del material estudiat. Els elements piezoelèctrics, que permeten moviments petits però exactes en el comandament electrònic, fan possible un escaneig molt precís. En algunes variacions, també es poden mesurar els potencials elèctrics utilitzant micropalanques conductores. En versions més noves i avançades, fins i tot és possible mesurar la conductivitat elèctrica de la superfície subjacent transmetent corrent elèctric a través de la punta, però aquest mètode és més difícil i hi ha pocs grups de recerca que presentin dades fiables amb aquest sistema.